# Martinsberg
Martinsberg est une commune autrichienne du district de Zwettl en Basse-Autriche.